# Antonio García Ángel
Antonio García Ángel (1972) es un escritor y guionista colombiano.

## Carrera
Egresado de la Pontificia Universidad Javeriana de Bogotá, García Ángel publicó su primera novela en 2001 (titulada Su casa es mi casa), y desde entonces ha producido más de una docena de libros. En 2004 estudió durante un año con el destacado novelista peruano Mario Vargas Llosa mediante el Programa de Maestros y Discípulos de la firma Rolex. En 2007 fue incluido en la lista Bogotá39, que destaca a los mejores escritores latinoamericanos menores de 39 años.

## Obras notables
- Su casa es mi casa (2001)
- Recursos humanos (2006)
- Animales domésticos (2010)
- Recetario santafereño (2012)
- Declive (2016)[5]
- Jumma de Maqroll el Gaviero: una lectura etílica (2015)
- El taxista llama dos veces (2017)